# 12279 Laon
12279 Laon este o planetă minoră (asteroid), cu un diametru de 7,929 km, din centura de asteroizi. A fost descoperită pe 16 noiembrie 1990 la Observatorul European Austral de Eric Walter Elst și a fost numită după Laon. 
Obiectul prezintă o orbită caracterizată de o semiaxă mare de 2,7716623 UAi, o excentricitate de 0,09, o înclinație de 10,25829 ° în raport cu ecliptica.